# ロー・ストーリー
『ロー・ストーリー 』（The Raw Story、RawStory）は、 ジョン・K・バーンが2004年に開設した、アメリカ合衆国のオンライン・タブロイド紙。現在のアメリカ国内及び国際的な政治の出来事を取り上げ、独自の社説を発行している。『ロー・ストーリー 』はニュースサイトであり、他メディアで軽視されたり無視されたりしていると思われる事件に焦点をあてている。1か月あたりで、平均1070万人の読者がいる（2015年）。

## 他のメディアでの引用
『ロー・ストーリー』は、『ニューヨーク・タイムズ』、『ガーディアン』、『ニューヨーク・ポスト』、『トロント・スター』、『ザ・ヒル』、『ローリング・ストーン』、『アドボケート』で特集されている。